# 新派
新派（しんぱ）は、1888年（明治21年）に始まった日本の演劇の一派。
明治に始まった「壮士芝居」「書生芝居」などをもとに歌舞伎とは異なる新たな現代劇として発達し、「旧派」の歌舞伎に対し「新派」と称された。第二次世界大戦を経て、戦後複数の劇団が「劇団新派」に統合した。当代の庶民の哀歓・情緒を情感豊かに描いた演目が多い。
本項ではその系譜に連なる劇団新派（げきだん しんぱ）、および朝鮮半島における新派劇についても解説する。

## 歴史

### 第二次世界大戦前
1888年（明治21年）12月、角藤定憲が大阪で「大日本壮士改良演劇会」を起こして不平士族の窮状を訴えた壮士芝居（そうし しばい）を始めた。新派ではこれをもってその発祥とみなしている。1891年（明治24年）3月には川上音二郎が堺で「改良演劇」を謳った一座を興して書生芝居（しょせい しばい）を始めた。壮士劇はすぐに廃れたが、自由民権運動の広告塔のような役割を果たした書生劇の方は大評判をとって、やがてこれが新派の骨格の一部として成長してゆく。同年11月には伊井蓉峰が浅草で「男女合同改良演劇」を謳った済美館（せいびかん）を旗揚げしたが、これが純粋に芸術を志向する演劇の嚆矢となった。これに参加した千歳米坡は日本における女優のはしりとされる。1892年（明治25年）7月には山口定雄の一座が浅草に登場したが、ここで育成されたのが河合武雄や喜多村緑郎らの女形だった。山口は探偵実話の脚色物や電気仕掛けの宙乗りなどで評判をとった。
1896年（明治29年）4月、伊井はあらためて伊井蓉峰一座を組織し、生涯その座長であり続けた。同年9月には、川上一座を脱退した高田実らと京阪で公演中の喜多村緑郎らが大阪で合流して成美団（せいびだん）を結成した。彼らは以降、尾崎紅葉の『金色夜叉』、徳富蘆花の『不如帰』、菊池幽芳の『己が罪』、泉鏡花の『滝の白糸』などといった、今日新派の古典に数えられている演目を次々に上演していった。演劇評論家、伊原青々園の観察によると、このころの新派は、歌舞伎に比べ、ほとんどが高等学校以上の知的レベルの高い観客に支えられていた。
こうして新派は離合集散を繰り返しながら人気を高めていった。新派は歌舞伎の牙城歌舞伎座でも興行し、また歌舞伎役者が新派の演目に出演することもあった。歌舞伎が「旧劇」「旧派」であるのに対する呼称として「新派」と呼び分ける習いも1900年代初め（明治30年代）には定着した。
1904年（明治37年）から翌年にかけ、大阪から戻った高田実、喜多村緑郎らが本郷座を本拠に一座を組み、川上一座・伊井一座・本郷座一党が鼎立した。合同公演もした。本郷座では、佐藤紅緑が1906年（明治39年）から1914年（大正3年）まで、座付作者を勤めた。
1907年（明治40年）、角藤定憲と山口定雄とが死去し、川上音二郎が1911年（明治44年）、高田実が1918年（大正7年）に死去して、新派は伊井蓉峰・河合武雄・喜多村緑郎の「三頭目時代」となり、その一方では井上正夫一座が台頭し、花柳章太郎・大矢市次郎・柳永二郎らが成長した。三頭目は一座を組むこともあれば、別に興行することもあったが、この三頭目一座の座付作者として名を上げたのが真山青果・川村花菱・瀬戸英一たちだった。1907年前後が新派の全盛期で、後述の朝鮮新派や中国の文明戯の形成に直接の影響を与えた。日本と同様に、朝鮮新派や文明戯は朝鮮・中国の演劇近代化に大きな役割を果たした。
1923年（大正12年）の関東大震災の直後、初代水谷八重子が新派に初参加し、1927年（昭和2年）以降常連となった。1931年（昭和6年）の三頭目以下の大合同で、瀨戸英一の『二筋道』が大当たりしたが、翌年その続篇を公演中に伊井蓉峰が死去すると、以後は喜多村・河合の一座と井上の一座がときには別々に、またときには合同して興行を続けた。このころから新派の台本を書くようになったのが川口松太郎である。
1939年（昭和14年）、花柳章太郎・大矢市次郎・柳永二郎・伊志井寛に加え、川口松太郎・大江良太郎も同人に迎え、劇団新生新派（しんせい しんぱ）が結成されると、喜多村・河合らの本流新派（ほんりゅう しんぱ）と井上の演劇道場（えんげき どうじょう）が鼎立することになった。
やがて太平洋戦争が始まり、その最中の1942年（昭和17年）に河合が死去すると、『本流新派』と『井上演劇道場』は解散するに至った。

### 劇団新派への統合
戦後間もない1945年（昭和20年）10月から劇団新生新派が興行を再開し、これに喜多村や井上も参加した。1949年（昭和24年）1月に一度分裂して乱れるが、花柳がこれを収拾して1951年（昭和26年）12月に単一の劇団に合同した。これが今日に連なる劇団新派（げきだん しんぱ）である。
60年を超えた今日も、二代目水谷八重子、波乃久里子、紅貴代らが、新派を支えている。また歌舞伎界との交流も盛んで、当代では五代目坂東玉三郎、十五代目片岡仁左衛門、十八代目中村勘三郎らが時折新派の舞台に出演している。他の劇団出身者とも交流し、著名な俳優たちが客演参加している。
2016年1月の初春新派公演から市川月乃助が入団し同年9月に「二代目喜多村緑郎」を襲名、また2017年1月の初春新派公演より二代目市川春猿が「河合雪之丞」に改名し入団するなど、新風を吹き込んでいる。

### コロナ禍の影響
2020年2月16日から3月3日まで新橋演舞場、同年6月13日から25日まで大阪松竹座で「八つ墓村」を上演する予定であったが、2020年2月26日（水）の安倍首相（当時）の要請および2020年4月7日の新型インフルエンザ等緊急事態宣言を受け2020年2月28日以降の公演を中止した。その後、2021年10月2日からの新橋演舞場での公演までの間、通常の公演は行われず、開催されたのは朗読公演のみである。

## 主な演目
作品と原作者をあげた。
何年何月興行の中の演目を1件と数え、1888年12月から2009年8月までの、延べ1800余件から件数順に並べる。
- 『婦系図』 泉鏡花
- 『明治一代女』 川口松太郎
- 『鶴八鶴次郎』 川口松太郎
- 『滝の白糸』 泉鏡花
- 『残菊物語』 村松梢風
- 『風流深川唄』 川口松太郎
- 『不如帰』 徳富蘆花
- 『日本橋』 泉鏡花
- 『二筋道』 瀬戸英一
- 『明日の幸福』 中野実
- 『金色夜叉』 尾崎紅葉
- 『月夜鴉』 川口松太郎
- 『皇女和の宮』 川口松太郎
- 『遊女夕霧』 川口松太郎
- 『十三夜』 樋口一葉
- 『兄いもうと』 室生犀星
- 『己が罪』 菊池幽芳
- 『浪花女』 溝口健二
- 『女将』 北條秀司

### 原作者
%は新派が上演した全演目数に占める割合。
- 川口松太郎 18%
- 泉鏡花   7%
- 北條秀司   6%
- 八木隆一郎   5%
- 中野実   4%
- 樋口一葉   2%
- 瀨戸英一   2%
- 永井荷風   2%
- 川村花菱   2%
- 花登筺   1%
- 村松梢風   1%
- 徳富蘆花   1%
- 谷崎潤一郎   1%
- 真船豊   1%
- 里見弴   1%
- 林房雄   1%
- 北條誠   1%
- 矢田弥八   1%
- 尾崎紅葉   1%
- 菊池幽芳   1%
- 佐藤紅緑   1%
- 石坂洋次郎   1%
- 三島由紀夫   1%

### その他
久保田万太郎は、1938年から1963年に没するまで、多くの脚色・演出を手掛けた。弟子の川口松太郎も脚色している。

## 朝鮮の新派劇
朝鮮には日韓併合条約締結直後の1910年代に流入して人気を集めた。初めて新派劇を導入した時は、言語だけ朝鮮語に変えて公演するだけで、日本の新派を直輸入した。したがって翻案台本を初めとして演劇のすべての要素が日本新派の要素をそのまま移植して来たのだった。
朝鮮での新派劇発展過程も、やはり日本の例に似て進んだ。初期には日本式軍事劇が多く、探偵劇を経て、結局最も大きな人気を呼んだのは、家庭悲劇を扱ったメロドラマ物だった。趙重桓の『長恨夢』、李海朝の『鳳仙花』が代表的とされる。朝鮮時代の伝来小説の中で家庭悲劇的要素を盛った『薔花紅蓮傳』、『謝氏南征記』なども公演された。
新派劇には家父長制のような旧時代的要素が多かったので、近代的認識が本格化された1920年代には、改良新派という名前で変形され、1931年に劇芸術研究会（朝鮮語: 극예술 연구회）が創立され、新劇と確実に区分されるジャンルになった。新派劇も先進的な新劇の影響を受けて発展のための努力がなされた。
1935年、東洋劇場設立以後、体系的な公演体制を稼動しながら、商業的な成功で全盛期を迎えた。李瑞求、朴珍、宋影、金健、朴英鎬、崔獨鵑などが、新派劇専門作家で人気を集めた。素材は家庭悲劇と史劇が主潮を成した。この時期の代表作は、興行に大きく成功した林仙圭の『愛にだまされ金に泣き』であった。
朝鮮戦争前の1940年代後半まで公演されてから消滅した。朝鮮戦争後は、新派劇という自体は過去のものとなったが、新派劇がもっていた要素は、韓国映画や韓国ドラマなどに受け継がれ、韓流ドラマにつながっている。

### 参考資料
- 서연호 (2000年12月26日).〈3.신파극의 수용과 대중화〉,《우리연극 100년》.ソウル: 현암사.ISBN 8932310769